# Archiwum Rosyjskiej Armii Wyzwoleńczej
Archiwum Rosyjskiej Armii Wyzwoleńczej (ros. Архив) – kolekcja archiwalna w zbiorach biblioteki Uniwersytetu Columbia w Nowym Jorku.
Kolekcja została utworzona w 1956 r. przez b. oficera Rosyjskiej Armii Wyzwoleńczej (ROA), od 1955 r. pracownika biblioteki Uniwersytetu Columbia, Michaiła W. Szatowa, który przekazał do jej zbiorów materiały dotyczące Armii. Kolekcja wchodzi w skład tzw. "Archiwum rosyjskiej i wschodnioeuropejskiej historii i kultury". Ze względu na przekazanie jej na okres określony nie jest dostępna dla badaczy. Liczy ona 65 pudeł z ok. 10 tys. jednostek archiwalnych. Na podstawie pracy wydanej przez M. W. Szatowa pt. "Библиография освободительного движения народов России в годы Второй мировой войны (1941-1945)" wiadomo, że w skład kolekcji wchodzą rękopisy, pisma, broszury, dokumenty, prasa i książki ROA i emigracyjne, czy powojenne wywiady z członkami ROA. Z chwilą powstania kolekcji rozpoczęto również wydawać periodyki w ramach serii "Труды Архива РОА".